# Jerzy Bernard Strużyna
Jerzy Bernard Strużyna (ur. 14 czerwca 1944 w Katowicach) – profesor doktor habilitowany medycyny, specjalność: chirurgia plastyczna.
Dyplom lekarza uzyskał w 1968 w Wojskowej Akademii Medycznej w Łodzi. Do 30 września 2006 roku był Kierownikiem Katedry i Oddziału Klinicznego Chirurgii Rekonstrukcyjnej Śląskiego Uniwersytetu Medycznego.
Prezes Polskiego Towarzystwa Chirurgii Plastycznej, Rekonstrukcyjnej i Estetycznej oraz Polskiego Towarzystwa Leczenia Oparzeń.

## Publikacje
Autor ponad 100 specjalistycznych prac i książek poświęconych leczeniu oparzeń, m.in.:
- Wczesne leczenie oparzeń
- Oparzenia w katastrofach i masowych zdarzeniach